# 메시지 전달
메시지 전달(Message passing)은 컴퓨터 과학에서 컴퓨터에서 동작(예: 프로그램 실행)을 호출하는 기술이다. 호출 프로그램은 프로세스(액터 또는 개체일 수 있음)에 메시지를 보내고 해당 프로세스와 지원 인프라를 사용하여 적절한 코드를 선택하고 실행한다. 메시지 전달은 프로세스, 서브루틴 또는 함수가 이름으로 직접 호출되는 기존 프로그래밍과 다르다. 메시지 전달은 일부 동시성 및 객체 지향 프로그래밍 모델의 핵심이다.
메시지 전달은 현대 컴퓨터 소프트웨어 어디에나 존재한다. 이는 프로그램을 구성하는 개체가 서로 작동하는 방법으로 사용되며, 서로 다른 컴퓨터(예: 인터넷)에서 실행되는 개체와 시스템이 상호 작용하는 수단으로 사용된다. 메시지 전달은 채널을 포함한 다양한 메커니즘으로 구현될 수 있다.

## 예시
- 커뮤니케이팅 시퀜셜 프로세스
- SOAP

## 같이 보기
- 분산 컴퓨팅
- 이벤트 루프
- 메시지 전달 인터페이스
- 지원 언어
  - 애플스크립트
  - 얼랭
  - Elixir
  - 하이퍼카드
  - Go (프로그래밍 언어)
  - 오브젝티브-C
  - 러스트 (프로그래밍 언어)
  - 스칼라 (프로그래밍 언어)
  - 스몰토크
  - 셀프 (프로그래밍 언어)